# Robert Laska
Robert Laska (ur. 1967 w Kłodzku) – polski artysta współczesny, fotograf kontynuujący tradycje fotografii portretowej także wydając je w klasycznym formacie gabinetowym (ang. cabinet card).
W 1988 ukończył Szkołę Fotograficzną w Łodzi, od tego czasu pracuje jako wolny strzelec wykonując sesje fotograficzne na zlecenia wydawnictw prasowych i muzycznych. Autor między innymi: zdjęcia kampanii społecznej „Nie daj szansy Aids” wyróżnionego na konkursie DEA Awards Warszawa 1995, nagrodzonej na Konkursie Projektowania Prasowego „Chimera” 2003 kontrowersyjnej sesji zdjęciowej Jerzego Urbana opublikowanej w dwutygodniku „Viva!”, ostatniej sesji Violetty Villas dla miesięcznika „Machina”.
W swoim portfolio artysta posiada portrety między innymi: Apteka, Budka Suflera, Ścianka, Kora Jackowska, Kazik, Maciej Maleńczuk, Liroy, Jude, Ich Troje, Cool Kids of Death, Jerzy Urban, Wilhelm Sasnal, Dorota Masłowska, Lech i Jarosław Kaczyńscy, Lech Janerka, Stanisław Tyczyński, Michał Wiśniewski, Jan Rokita, Krzysztof Rutkowski, Krzysztof Miller, Ania Dąbrowska, Tomasz Lis, Doda, Dariusz Michalczewski Tiger, Kasia Nosowska, Sylwester Latkowski, Jadwiga Staniszkis, Krzysztof Oliwa, Grzegorz Królikiewicz, Wojciech Fangor, Jacek Kurski i Jarosław Kurski, Jerzy Maksymiuk, Wojciech Smarzowski, Zbigniew Wodecki, Janusz Głowacki, Joanna Szczepkowska, Marcin Gortat, Aleksander Doba, Zbigniew Boniek, Monika Brodka.

## Wystawy
1. Debiut - Galeria PWSFTViT, Łódź 1989
2. Portrety - Galeria Centrum Informacji Kulturalnej, Łódź 1989
3. „Fotografia lubi modę" - Galeria PWSFTViT, Łódź 1990
4. „W ruinach…" - Łódzki Dom Kultury i Galeria Łódzkiego Towarzystwa Fotograficznego, Łódź 1992
5. „Łódzki Ruch Neoawangardy 1972-92” - Pałac Grohmana, Łódź 1992,   Wystawa zbiorowa.
6. Galeria „Da-Da”, Łódź 1993
7. Klub „Chenko" Łódź 1995
8. Galeria „Między Nami" Warszawa 1996
9. „L-und.  Łódzka scena podziemna 1985-1995. Obowiązkowy appendix."- Galeria Manhattan 2011  Wystawa zbiorowa.
10. „Punks z miasta Łodzi” - Galeria Art_Inkubator, Łódź 25.04.2015[3]
11. Wojciech Smarzowski portrety - Forum Kina Europejskiego „Cinergia”, Łódź 23.11-31.12 2018
12. „Pop Portrety" - Kino Galeria Charlie Program SpinOFF Fotofestiwal Łódź19.06.2024 r.